# Bánov (Ústí nad Labem)
Bánov (deutsch Bohna) ist eine Ansiedlung im Ústecký kraj in Tschechien. Sie gehört zum Ortsteil Habrovice (Johnsdorf) der Stadt Ústí nad Labem (Aussig).

## Geographie

### Lage
Der Ort liegt ca. 6,8 km nordwestlich des Stadtzentrums von Ústí nad Labem (Aussig) und ist heute ein Teil von Ústí nad Labem (Aussig). Die Nachbarortschaften bzw. -teile sind südöstlich Strážky (Troschig), südlich Habrovice (Johnsdorf) und nordöstlich Žďárek (Zuckmantel).
|  |                                             | Žďárek (Zuckmantel) |
|  | Kompassrose, die auf Nachbargemeinden zeigt |                     |
|  | Habrovice (Johnsdorf)                       | Strážky (Troschig)  |

## Geschichte
Der Ort Bohna, welcher erstmals im 15. Jahrhundert urkundlich erwähnt wurde, ist historisch eng mit den umliegenden Dörfern Johnsdorf (tschechisch Habrovice), Lieben (tschechisch Libov), Gratschen (tschechisch Radešín; auch Kratschen und Kračin), Böhmisch-Neudörfel (tschechisch Český Újezd), Predlitz (tschechisch Předlice; auch Prödlitz) und Kleischa (tschechisch Klíše) verbunden. Diese Siedlungen waren Teil des Johannitergutes Predlitz, das durch eine Schenkung im Jahr 1169 von König Wladislaw II. von Böhmen an den Johanniterorden überging. Bohna und Johnsdorf bildeten den westlichen Ausläufer eines großen Waldgebiets, das sich bis zum Dorf Kamitz erstreckte. Die ersten Siedlungsaktivitäten in dieser Region gingen von tschechischen oder sorbischen Rodungen aus, die bald nach ihrer Etablierung von deutschen Kolonisten übernommen wurden. Dies deutet darauf hin, dass die erste feste Siedlung in Bohna im letzten Drittel des 12. Jahrhunderts entstand.
Im Laufe der Zeit wechselte die Herrschaft über das Gut Predlitz mehrfach. Im Jahr 1403 wurde das Gut von Markgraf Wilhelm I. von Meißen bewirtschaftet, der es jedoch nach der Errichtung der Burg Blankenstein aufgab. 
Im frühen 15. Jahrhundert stand Anna von Kolditz, Witwe des Borso VI. von Riesenburg, als Eigentümerin des Gutes fest, welches sie zuvor auf Lebenszeit vom Johanniterorden erworben hatte. Ihre Herrschaft über Predlitz war allerdings durch die aufkommenden Unruhen des Hussitenkrieges getrübt, einer Zeit des religiösen und sozialen Aufruhrs in Böhmen, der von 1419 bis etwa 1436 dauerte. In diesem Konflikt entbrannte ein erbitterter Streit um das Gut zwischen Jakubek von Wrzesowitz, einem Hussitenführer, und Johann von Wartenberg auf Blankenstein. Letzterer konnte seine Herrschaftsrechte nicht ausreichend belegen und musste das Gut 1454 aufgeben.
Nach dem Tod von Anna von Kolditz um das Jahr 1454 bleibt die Geschichte des Gutes Predlitz teilweise im Dunkeln. Es ist nicht überliefert, ob der Johanniterorden das Gut zurückgewann, obwohl Jakubek von Wrzesowitz in der Lage war, eine Pfandverschreibung für einen Teil des Besitzes zu sichern. In den darauffolgenden Jahrzehnten entwickelte sich Bohna, ehemals Teil des Gutes, zu einer eigenständigen Gutsherrschaft, wobei sich ein lokaler Adliger den Titel "von Yonsdorf" zulegte.
Erst im Jahre 1525 findet sich eindeutige Evidenz für die Rückkehr des Johanniterordens als Eigentümer von Predlitz. Zu dieser Zeit erhob der Orden Klage gegen Mitglieder der Familie Kölbel wegen illegaler Jagdhandlungen, was zeigt, dass der Orden die Kontrolle über die ländlichen Gebiete und ihre Ressourcen wiedererlangt hatte. Die anhaltenden Streitigkeiten fanden 1547 ein Ende, als das Gut Predlitz mit den dazugehörigen sieben Dörfern an Jaroslaw Kölbel von Geising verkauft wurde.
Im Jahr 1559 führte die Aufteilung des Kölbel'schen Erbes dazu, dass Johnsdorf und Bohna in die Hände der vier Söhne Wenzel Kölbel von Straußnitz übergingen. Die Herrschaft über diese Ländereien wurde weiter vererbt und gelangte schlussendlich an Johann Hermann Kölbel, der durch die Heirat mit Esther von Steinbach auch das Gut Schöbritz erwarb. Johann Hermann fügte Bohna seinem Erbteil Herbitz hinzu, welches ihm aus dem Kauf der Güter Predlitz-Herbitz durch seinen Vater zugefallen war.
Nach dem Tod von Johann Hermann Kölbel (1619 oder anfangs 1620) wurde dessen Vermögen als Besitz eines Rebellen konfisziert. Mit kaiserlicher Zustimmung wurde das Gut an Christoph von Kürbitz verkauft, doch musste auch dieser das Land verlassen, da er dem protestantischen Glauben angehörte. In der Folge übernahm der kaiserliche Oberstleutnant Alexander von Bleileben die Güter, der bereits die Ländereien von Sobochleben und Schöbritz innehatte. Von Bleileben führte eine Konsolidierung durch, indem er das Rittergut Johnsdorf-Bohna mit seinem Besitz in Schöbritz vereinte. Diese Vereinigung blieb bis zur Revolution von 1848/1849 im Kaisertum Österreich, die die ländlichen Strukturen und die politische Landschaft der Region maßgeblich prägte, bestehen.
Die ländliche Struktur Bohnas blieb über die Jahrhunderte weitestgehend bestehen. Im 17. Jahrhundert, während des Dreißigjährigen Krieges, litten die Einwohner Bohnas unter den Lasten der Kriegsführung. So wurden beispielsweise nach der Schlacht bei Kesselsdorf die umliegenden Gebiete in ein Militärlager verwandelt. Auch in den nachfolgenden Konflikten der Maria-Theresianischen Zeit blieb Bohna nicht verschont von Einquartierungen und Versorgungspflichten.
Die Geschichte Bohnas im 18. Jahrhundert war ebenfalls von militärischen Ereignissen geprägt. Im Siebenjährigen Krieg waren die Preußen in der Region präsent, was zu einer deutlichen Ressourcenknappheit führte. Auch der Rückzug Friedrichs II. nach der Schlacht von Kolin berührte Bohna, was sich auf die agrarische Produktion und das tägliche Leben der Einwohner auswirkte.
Das 19. Jahrhundert brachte mit der roten Ruhr eine verheerende Epidemie, die jedoch in Bohna nur wenige Opfer forderte. Einen Wendepunkt stellte der Bau der Dur-Bodenbacher Eisenbahn dar, der zu einem Aufschwung durch die Zunahme von Bauarbeitern und Planungen für eine Bahnstation führte, die allerdings nicht realisiert wurde. Die Verbesserung der Infrastruktur durch den Ausbau von Straßen führte zu einer besseren Anbindung und Erreichbarkeit des Ortes.
In den Anfängen des 20. Jahrhunderts wurde schließlich mit der Errichtung einer Volksschule im benachbarten Johnsdorf ein weiterer Schritt zur Verbesserung der Bildungssituation unternommen.
1918 kam der Ort nach Auflösung Österreich-Ungarns zur neu gegründeten Tschechoslowakei. 1939 fiel mit dem Münchner Abkommen der Ort im nunmehrigen Reichsgau Sudetenland zum Deutschen Reich. Zum Kriegsende kam der Ort wieder zur Tschechoslowakei. Aufgrund des Beneš-Dekrets 108 vom 25. Oktober 1945 wurde das gesamte bewegliche und unbewegliche Vermögen der deutschböhmischen Bewohner konfisziert, unter staatliche Verwaltung gestellt und in den Jahren 1945/1946 diese sodann unter Androhung und Anwendung von Gewalt zum Verlassen ihrer Heimat gezwungen.

## Namensherkunft
Der Ortsname 'Bohna' hat eine mehrdeutige Herkunft und ist im Laufe der Geschichte in verschiedenen Formen dokumentiert worden. Erstmals urkundlich erwähnt wurde der Ort als 'Zbanowa' im Jahr 1454. In den darauf folgenden Jahrhunderten variierten die Schreibweisen unter anderem zu 'Baňowa' (1525), 'Zbaniow' (1547), 'z Banu' (1551), und schließlich 'Bohna' ab 1559. Ab dem Jahr 1590 findet man unterschiedliche Schreibweisen wie 'Bhöne', 'Böhna', 'Bahna' und 'Pahna', die nebeneinander verwendet wurden.
Der ursprüngliche Name 'Baňow' lässt auf eine slawische Wurzel schließen. So wird vermutet, dass der Name vom tschechischen Wort 'baňe' abgeleitet ist, was ein bauchiges Gefäß, eine Erzgrube oder ein Bergwerk bezeichnen kann. Diese Interpretation wird durch die kesselförmige Lage des Ortes gestützt, die typisch für Bergbauorte ist. Eine alternative Theorie bezieht sich auf die Endung '..ow', die auf einen persönlichen Besitz hindeuten könnte, und legt nahe, dass der Name möglicherweise von dem Hof eines gewissen Baňa stammt, was auf einen Herrensitz oder ein Gutshof hinweisen könnte. Eine weitere Überlegung zur Namensherkunft, die aufgrund der geographischen Gegebenheiten und der Bodenbeschaffenheit des Ortes aufkam, ist die Ableitung vom tschechischen 'zpahněti', was 'versumpfen' bedeutet. Allerdings wird diese Theorie durch das Fehlen des Hauchlautes 'h' (= ch) im modernen Ortsnamen nicht gestützt.
Aufgrund der historischen Entwicklungen und des Mangels an konkreten urkundlichen Nachweisen bleibt die genaue Etymologie des Namens 'Bohna' Gegenstand von Hypothesen und weiterer Forschung.